# Ле-Гюа
Ле-Гюа́ (фр. Le Gua) — коммуна во Франции, находится в регионе Пуату — Шаранта. Департамент коммуны — Приморская Шаранта. Входит в состав кантона Марен. Округ коммуны — Рошфор.
Код INSEE коммуны — 17185.

## Население
Население коммуны на 2010 год составляло 2053 человека.
| 1962 | 1968 | 1975 | 1982 | 1990 | 1999 | 2010 |
| ---- | ---- | ---- | ---- | ---- | ---- | ---- |
| 1434 | 1513 | 1395 | 1491 | 1689 | 1860 | 2053 |